# Un gran poder comporta una gran responsabilitat

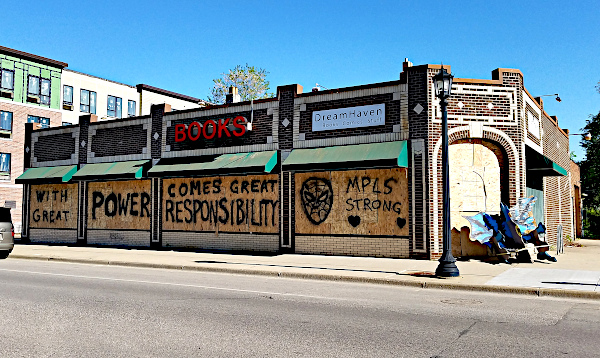
Pintada realitzada amb el lema a Minneapolis.

Un gran poder comporta una gran responsabilitat («With great power comes great responsibility» en anglès) és un proverbi popularitzat pels còmics d'Spider-Man escrits per Stan Lee. La cita s'ha utilitzat en diferents contextos: política, monarquia, en l'aplicació de la llei i la seguretat pública, per periodistes i autors de llibres, i en diversos mitjans i mems.

## Història
Els orígens de la frase són anteriors al seu ús al còmic d'Spider-Man, tot i que es desconeixen els seus orígens exactes. En un Pla de treball, vigilància i correspondència, proposat pel Comitè de Salut Pública als Representants del Poble, diputats de les Armades de la República de la Convenció Nacional de França el 1793, s'hi troba aquesta frase: Ils doivent envisager qu'uneix gran responsabilité est la suite inséparable d'un grand pouvoir («Ells [els representants] han de contemplar que una gran responsabilitat és el resultat inseparable d'un gran poder»). El 1817, hi ha un registre del membre del Parlament Britànic William Lamb dient: «la possessió d'un gran poder implica necessàriament una gran responsabilitat». El 1906, el sotssecretari de l'Oficina Colonial Winston Churchill va dir: «On hi ha un gran poder hi ha una gran responsabilitat», fins i tot indicant que ja era una màxima cultural invocada respecte al govern en aquell moment.

### En les històries d'Spider-Man
La frase temàtica i sovint citada (fins i tot a la Cort Suprema dels Estats Units) d'Spider-Man un gran poder comporta una gran responsabilitat s'atribueix àmpliament a l'Oncle Ben del còmic. No obstant això, en Amazing Fantasy # 15, on hi apareix per primera vegada, cap personatge l'esmenta. De fet, Ben només té dues línies en tot el còmic. La versió original de la frase apareix en una llegenda narrativa de l'últim panell del còmic, en comptes d'un diàleg parlat. En aquesta s'hi llegeix, «...amb gran poder també ha de venir - una gran responsabilitat!».
No obstant això, les històries i flashbacks posteriors que van tenir lloc quan Ben encara era viu retroactivament van fer de la frase una de les moltes homilies de Ben amb les quals li donaria una conferència a Peter. Les reinterpretacions més recents d'Spider-Man, com ara la pel·lícula Spider-Man i el còmic Ultimate Spider-Man, mostren a Ben dient aquesta frase a Peter quan encara era viu en la seva última conversa amb ell.

## Recepció
L'escriptor de còmics Greg Pak va opinar que el lema era «un dels majors mandats morals en tota la cultura pop nord-americana».